# Peter Stubbs
Peter Stubbs ist ein australischer Filmtechniker für Spezialeffekte.

## Karriere
Stubbs begann seine Filmkarriere 1985 mit der Miniserie A Thousand Skies. Darauf folgten über 150 Filme, Serien und Kurzfilme, bei denen er meist die praktischen Spezialeffekt koordinierte. Im Jahr 2007 erhielt er eine Emmy-Nominierung für eine Folge der Fernsehserie Stephen King’s Alpträume. Im Jahr 2018 gewann er gar einen AACTA Award für die Visuellen Effekte im Animationsfilm Peter Hase. Drei Jahre später folgte eine Nominierung für seine Arbeit an Mortal Kombat. Schließlich arbeitete er 2024 an Better Man – Die Robbie Williams Story von Regisseur Michael Gracey. Zusammen mit David Clayton, Luke Millar und Keith Herft wurde er bei der Oscarverleihung 2025 in der Kategorie Beste visuelle Effekte nominiert.
Stubbs ist Mitglied der Television Academy.

## Filmografie (Auswahl)
- 1985: A Thousand Skies (Miniserie, 3 Folgen)
- 1988: Rikky and Pete
- 1989: Celia
- 1989–2001: Twist total – Eine australische Familie legt los (Fernsehserie, 52 Folgen)
- 1990: Gesellschaft für Mrs. DiMarco
- 1993: Stark (Miniserie, 3 Folgen)
- 1994–2003: Blue Heelers (Fernsehserie, 49 Folgen)
- 1997: Ripper – Der Schlitzer
- 1998: Hurrah
- 1999: Dead End
- 2000: Cut
- 2000: USS Charleston – Die letzte Hoffnung der Menschheit
- 2000: Chopper
- 2003: Subterano
- 2003: Gesetzlos – Die Geschichte des Ned Kelly
- 2003: Visitors
- 2003: After the Deluge
- 2003: CrashBurn (Fernsehserie, 13 Folgen)
- 2004: McLeods Töchter (Fernsehserie, 3 Folgen)
- 2004–2006: Total Genial (Fernsehserie)
- 2004: Somersault – Wie Parfum in der Luft
- 2004: The Brush-Off (Fernsehfilm)
- 2005: Look Both Ways
- 2005: The Extra
- 2005: Three Dollars
- 2005: Scooter – Super-Spezialagent (Fernsehserie, 25 Folgen)
- 2006: Opal Dream
- 2006: Stephen King’s Alpträume (Miniserie)
- 2006: Bom Bali (Fernsehfilm)
- 2007: Ghost Rider
- 2007: Noise
- 2008–2011: Rush (Fernsehserie, 58 Folgen)
- 2009: Balibo
- 2009: Wo die wilden Kerle wohnen
- 2010: Königreich des Verbrechens
- 2010: Die Geister von Ainsbury (Fernsehserie, 11 Folgen)
- 2010: The Pacific (Miniserie, 7 Folgen)
- 2010: Bed of Roses (Fernsehserie, 5 Folgen)
- 2011: City Homicide (Fernsehserie, 4 Folgen)
- 2011: Killing Time (Miniserie, 2 Folgen)
- 2011: Im Auge des Sturms
- 2012: Fish & Chips (Kurzfilm)
- 2012: 10 Terrorists
- 2012: Beaconsfield (Fernsehfilm)
- 2012: Kath & Kimderella
- 2012: Crawlspace – Dunkle Bedrohung
- 2012: Prank Patrol (Fernsehserie, 11 Folgen)
- 2012: The Frontier (Fernsehfilm)
- 2013: Mr & Mrs Murder (Miniserie)
- 2013: Patrick – Evil Awakens
- 2013: Galore
- 2013: The Turning
- 2013: Spuren
- 2014: Underbelly – Krieg der Unterwelt (Fernsehserie, 8 Folgen)
- 2014: The Mule – Nur die inneren Werte zählen
- 2014: Jack Irish: Dead Point (Fernsehfilm)
- 2014: Cut Snake
- 2014: Son of a Gun
- 2014: Das Versprechen eines Lebens
- 2014: Sam Fox: Extreme Adventures (Fernsehserie, 2 Folgen)
- 2014: The Doctor Blake Mysteries (Fernsehserie, 2 Folgen)
- 2015: Gallipoli (Miniserie, 7 Folgen)
- 2015: Deadline Gallipoli (Miniserie)
- 2015: Now Add Honey
- 2015: Glitch (Fernsehserie, 6 Folgen)
- 2015: The Dressmaker
- 2015: Childhood’s End (Fernsehserie, 3 Folgen)
- 2016: Hunters (Fernsehserie, 13 Folgen)
- 2016: Red Dog – Mein treuer Freund
- 2016: Found (Kurzfilm)
- 2017: The Leftovers (Fernsehserie, 8 Folgen)
- 2017: The Leftovers (Fernsehfilm)
- 2018: Winchester – Das Haus der Verdammten
- 2018: Peter Hase
- 2019: Storm Boy
- 2019: Preacher (Fernsehserie, 9 Folgen)
- 2019: The Whistleblower
- 2021: Mortal Kombat
- 2022: The King’s Daughter
- 2022: Blacklight
- 2023: Metropolis (Miniserie)
- 2024: The Surfer
- 2024: Better Man – Die Robbie Williams Story

## Auszeichnungen (Auswahl)
- 2007: Primetime-Emmy-Nominierung in der Kategorie Herausragende Spezialeffekte in einer Miniserie für Stephen King’s Alpträume
- 2018: AACTA Award in der Kategorie Beste visuelle Effekte für Peter Hase
- 2021: AACTA-Award-Nominierung Beste visuelle Effekte für Mortal Kombat
- 2025: VES-Award-Nominierung in der Kategorie Herausragende visuelle Effekte in einem fotorealistischen Film für Better Man – Die Robbie Williams Story
- 2025: Critics’-Choice-Movie-Award-Nominierung in der Kategorie Beste visuelle Effekte für Better Man – Die Robbie Williams Story
- 2025: BAFTA-Nominierung in der Kategorie Beste visuelle Effekte für Better Man – Die Robbie Williams Story
- 2025: Oscar-Nominierung in der Kategorie Beste visuelle Effekte für Better Man – Die Robbie Williams Story